# Letiště Londýn-Stansted
Letiště Londýn-Stansted (London Stansted Airport) je středně velké letiště s jednou přistávací dráhou sídlící v anglickém hrabství Essex, asi 40 km na sever od Londýna. Letiště vlastní a provozuje společnost BAA. Je to třetí nejrušnější letiště v dosahu Londýna po Heathrow a Gatwicku.

## Historie
Letiště bylo pojmenováno po vesnici Stansted Mountfitchet. Nejbližším městem je Bishop’s Stortford.

Stansted byl vybudován armádou USA v roce 1942 jako základna pro bombardovací letadla a už v roce 1944 jich zde mělo stanoviště 600. Základna hrála rozhodující úlohu v Bitvě o Normandii.

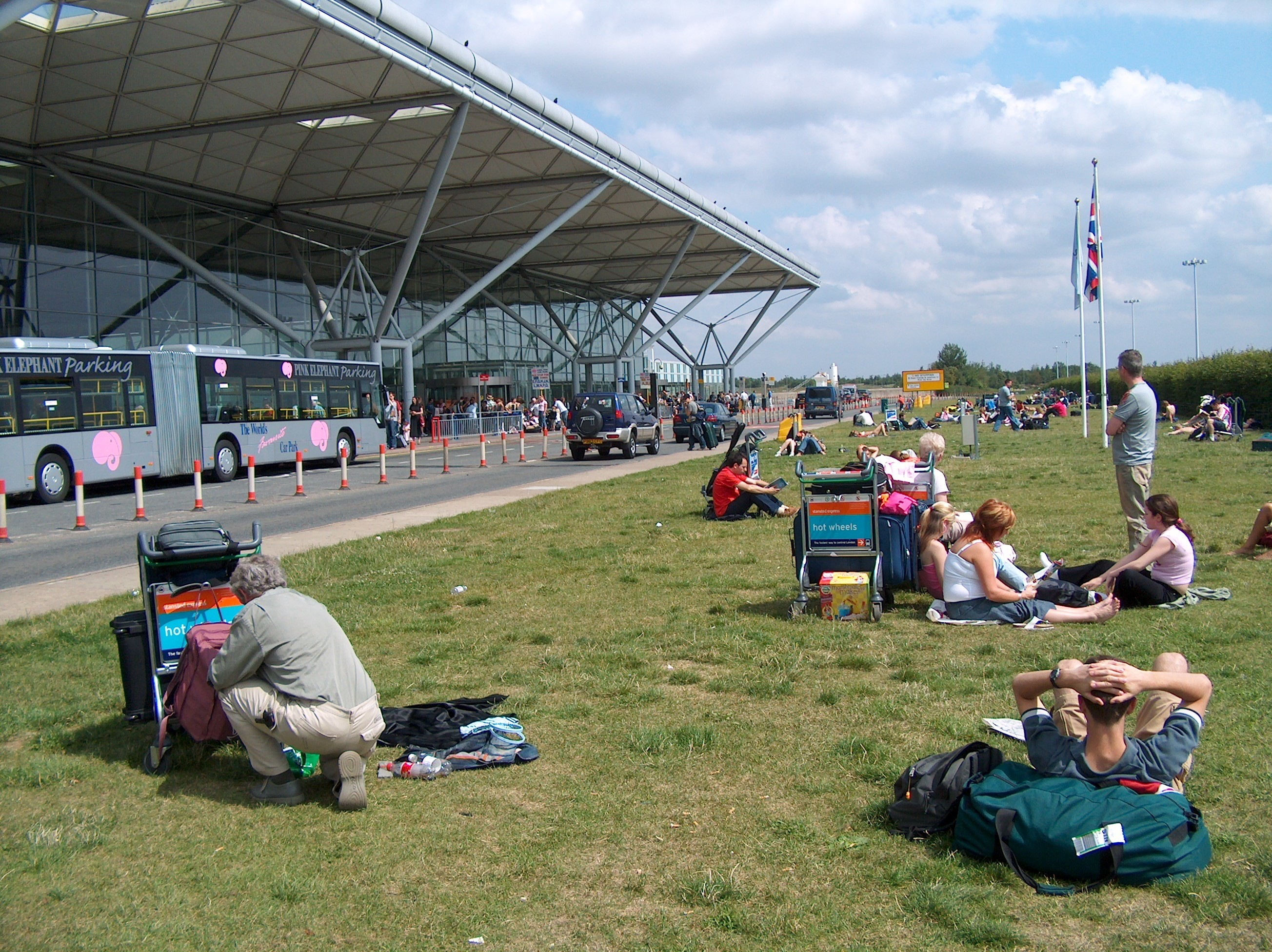
Louka před odbavovací halou letiště Stansted láká v létě cestující čekající na let

Po válce bylo v roce 1947 převedeno pod ministerstvo dopravy. V roce 1954 se americká armáda vrátila, aby prodloužila přistávací dráhu pro NATO, ale tato úprava nebyla realizována a od roku 1956 patří letiště společnosti BAA.
Ze začátku bylo letiště využíváno charterovými společnostmi, které se chtěly vyhnout vysokým nákladům na letištích Heathrow a Gatwick.
První odbavovací hala byla otevřena v roce 1969 a s ohledem na nárůst pasažérů byla následující rok rozšířena.
V roce 1984 přijala britská vláda plán na dvoufázový rozvoj Stanstedu zahrnující zdokonalení vybavení letiště tak, aby bylo schopno odbavit 15 miliónů cestujících ročně. Výstavba základní odbavovací haly byla ukončena v roce 1991.
V roce 2004 se počet odbavených cestujících zvýšil o 11,7 % na 20,9 milionů. Pro porovnání nárůst počtu cestujících na Heathrow byl o 6,2 % na 67,1 milionů a Gatwick o 5 % na 31,4 milionů.
Plánován je rozvoj letiště, včetně výstavby další přistávací dráhy, tak, aby do roku 2030 byl Stansted schopen odbavit 74 milionů cestujících.

## Doprava na letiště
Stansted je vybaven železniční stanicí pod odbavovací halou s častými spoji do Londýna, Cambridge a Midlands. Stansted Express spojuje letiště se stanicí Liverpool Street, soupravy vyjíždějí každých 15 minut a doba jízdy je 45 minut. V roce 2004 stála zpáteční jízdenka 24 £.
Pravidelné expresní autobusové spoje přepravují pasažéry do Londýna za poloviční cenu, než je cena jízdného v Stansted Expressu, ale doba jízdy je delší. Stanoviště autobusů je poblíž odbavovací haly. Společnost National Express provozuje pravidelné, i když méně časté, autobusové spojení s Oxfordem (doba jízdy 3 hodiny) a do Cambridge (doba jízdy asi 1 hodina).
Stansted má spojení se severovýchodním Londýnem a Cambridge dálnicí M11 a s Colchesterem a Harwich silnicí A120.
Parkoviště pro dlouhodobé parkování je vzdáleno asi 2 km od odbavovací haly a cestující mohou využít pro cestu na letiště kyvadlovou dopravu autobusy. Parkoviště pro krátkodobé parkování je bezprostředně u odbavovací haly.